# Bi-wiring

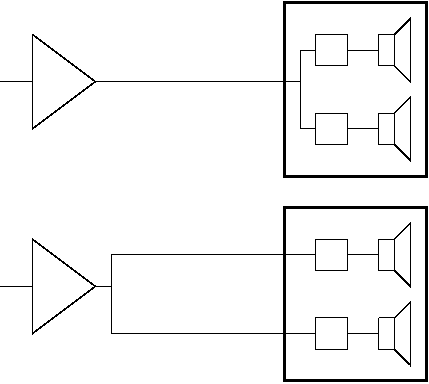
Schemat przedstawiający standardowe podłączenie zestawu głośnikowego do wzmacniacza za pomocą jednej pary przewodów (góra) oraz ze złączami zwrotnicy wyprowadzonymi poza obudowę i dwiema parami przewodów (dół). W pierwszym przykładzie sekcje zwrotnicy są zmostkowane wewnątrz obudowy zestawu, podczas gdy w drugim przykładzie mostek jest przesunięty maksymalnie blisko wzmacniacza, co skutkuje podwojeniem długości okablowania.

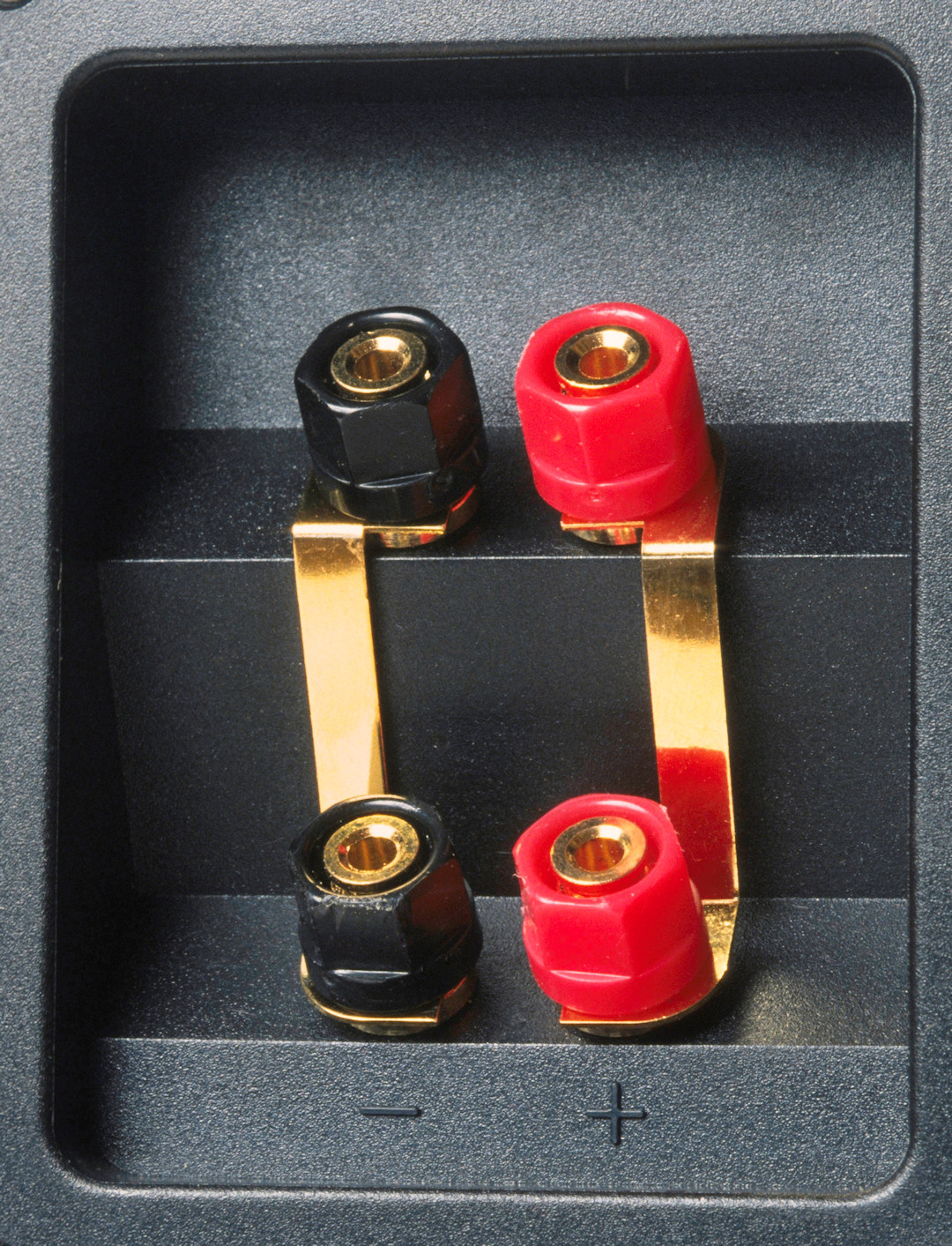
Para zwor przykręconych do przyłączy

Bi-wiring (ang. bi-wire) – sposób podłączania pasywnego zestawu głośnikowego (tzw. kolumny głośnikowej) do wzmacniacza polegający na tym, że zamiast jednego dwużyłowego przewodu wykorzystywane są dwa takie przewody, z czego jeden kierowany jest do tej sekcji zwrotnicy, która obsługuje głośnik emitujący basy, a drugi obsługuje pozostałą część zestawu.

## Budowa
Ideą tego bardzo prostego elektrycznie rozwiązania jest możliwie jak największe rozseparowanie sygnałów o różnych zakresach częstotliwości poprzez skrócenie jednego przewodu kosztem wydłużenia dwóch innych przewodów będących kontynuacją tego pierwszego. Technicznie jest to rozwiązane poprzez przesunięcie zmostkowania obu sekcji zwrotnicy z wnętrza obudowy zestawu głośnikowego do miejsca jak najbliżej wzmacniacza, czyli do złączy na jego obudowie.
W połączeniu bi-wiring istotne jest to, że oba przewody podłączane są nadal do tego samego, typowego złącza we wzmacniaczu (poprzedzone np. wspólnym skręceniem drutów z odpowiednich końcówek obu przewodów). Rzadko stosowane we wzmacniaczach zdublowane wyjścia specjalnie dla tego rozwiązania są tylko fizycznym dodaniem drugiego zacisku w celu ułatwienia wykonania połączenia. Ponadto niezbędną rzeczą jest to, aby zestaw głośnikowy był przystosowany do tego typu podłączenia poprzez możliwość fizycznego rozłączenia obu sekcji zwrotnicy. Jest to skonstruowane w ten sposób, że połączenie pomiędzy sekcjami zwrotnicy zostało wyprowadzone na zewnątrz obudowy do zdublowanych styków w panelu przyłączeniowym i tam zrobione jako para masywnych zwor w postaci płaskich kawałków metalu, które spinają odpowiednie pary styków. Gdy jedna para przewodów ma być zastąpiona dwiema, należy odkręcić i usunąć te zwory.

## Działanie
W pasywnym torze audio sygnał źródła podawany jest na wzmacniacz, a stamtąd na pasywny (niezasilany dodatkowo) zestaw głośnikowy, w którego obudowie sygnał ten jest rozdzielany przez sekcje zwrotnicy na poszczególne głośniki z wymaganym podziałem częstotliwości, a często i mocy. Może się jednak zdarzyć, że przewody łączące wzmacniacz z zestawem głośnikowym nie spełniają parametrów (np. za duża długość, zbyt mały przekrój, zła jakość przewodnika, wady mechaniczne itp.), a wtedy przy największym poborze mocy, czyli przy odpowiednio dużej ilości basów podczas głośnego słuchania muzyki mogą wystąpić spadki napięcia skutkujące chwilowym spadkiem jakości odsłuchu. Rozwiązanie typu bi-wiring zapobiega częściowo temu zjawisku, ponieważ pogorszenie się sygnału wystąpi wtedy tylko w przewodzie obsługującym basy, podczas gdy sygnał w drugim przewodzie pozostanie nienaruszony. W przypadku połączenia jednym przewodem zniekształcenia basów skutkowałyby zniekształceniem również pozostałych częstotliwości pasma przenoszenia. Tak więc bi-wiring odnosi się tylko do strat zachodzących podczas przesyłu sygnału w konkretnym przewodzie, a nie ma ono żadnego wpływu ani na pracę wzmacniacza, ani głośników.

## Kontrowersje
Zastosowanie przewodów o odpowiednich parametrach powinno całkowicie zapobiegać zjawisku pogarszania się sygnału przy najwyższych poborach prądu, niemniej jednak w środowiskach audiofilskich panuje wiele kontrowersyjnych poglądów mówiących, że nawet przy odpowiednim połączeniu stosowanie podwójnego okablowania ma co prawda mały, ale jednak odczuwalny wpływ na jakość odsłuchu (np. rzekoma wzajemna modulacja sygnałów różnych częstotliwości, czy też występowanie zjawiska naskórkowości, które występuje w prądzie przemiennym dla dużych częstotliwości, ale w omawianym typie połączenia przy zastosowaniu odpowiednich przewodów jest bardzo małe).
Rozwiązania typu bi-wiring były bardzo popularne szczególnie w latach 90. XX wieku, obecnie producenci zestawów głośnikowych już bardzo rzadko oferują takie rozwiązania.

## Analogie
Rozwiązaniem podobnym do bi-wiring jest bi-amping polegający na wysyłaniu sygnałów o różnych zakresach częstotliwości poprzez oddzielne przewody, ale jednocześnie przez oddzielne wzmacniacze.